# EPrix van Bern
De ePrix van Bern is een race uit het Formule E-kampioenschap. In 2019 maakte de race haar debuut op de kalender als de elfde race van het vijfde seizoen. De race wordt gehouden op het Bern Street Circuit.

## Geschiedenis
De eerste ePrix van Bern werd gehouden op 22 juni 2019. Oorspronkelijk zou de race in Zürich gehouden worden, waar in 2018 ook al een race plaatsvond. De race werd verplaatst naar Bern omdat er rond de periode dat de race zou worden gehouden, een groot aantal andere evenementen in Zürich werden georganiseerd. De race werd gewonnen door regerend kampioen Jean-Éric Vergne, die zijn derde zege van het seizoen behaalde.

## Resultaten
| Editie | Seizoen   | Circuit | Winnaar                                      | Tweede                              | Derde                         | Pole position                                | Snelste ronde                                    |
| ------ | --------- | ------- | -------------------------------------------- | ----------------------------------- | ----------------------------- | -------------------------------------------- | ------------------------------------------------ |
| 1      | 2018-2019 | Bern    | Jean-Éric Vergne DS Techeetah Formula E Team | Mitch Evans Panasonic Jaguar Racing | Sébastien Buemi Nissan e.Dams | Jean-Éric Vergne DS Techeetah Formula E Team | António Félix da Costa BMW i Andretti Motorsport |